# Eranthemum strictum
Eranthemum strictum är en akantusväxtart som beskrevs av Henry Thomas Colebrooke och William Roxburgh. Eranthemum strictum ingår i släktet Eranthemum och familjen akantusväxter. Inga underarter finns listade i Catalogue of Life.